# Adelin
Adelin – wieś w Polsce położona w województwie mazowieckim, w powiecie wyszkowskim, w gminie Zabrodzie. Ma status sołectwa.
| SIMC    | Nazwa       | Rodzaj |
| ------- | ----------- | ------ |
| 0523465 | Grzegorzewo | osada  |

W latach 1975–1998 miejscowość administracyjnie należała do województwa ostrołęckiego.
Podczas II wojny światowej ośrodek działań organizacji lewicowych, od początku 1940 działało tu koło Stowarzyszenia Przyjaciół ZSRR oraz komórka Polskiej Partii Robotniczej kierowanej sekretarza Konstantego Psodę.